# Case Bonaiti e Malugani
Case Bonaiti e Malugani, sono degli edifici condominiali situati nel centro della città di Milano. È un notevole progetto eseguito dall'architetto Giovanni Muzio tra il 1935 e il 1937.

## Descrizione
Progettate da Giovanni Muzio, presentano portali con sculture eseguite dallo scultore italiano Giacomo Manzù.

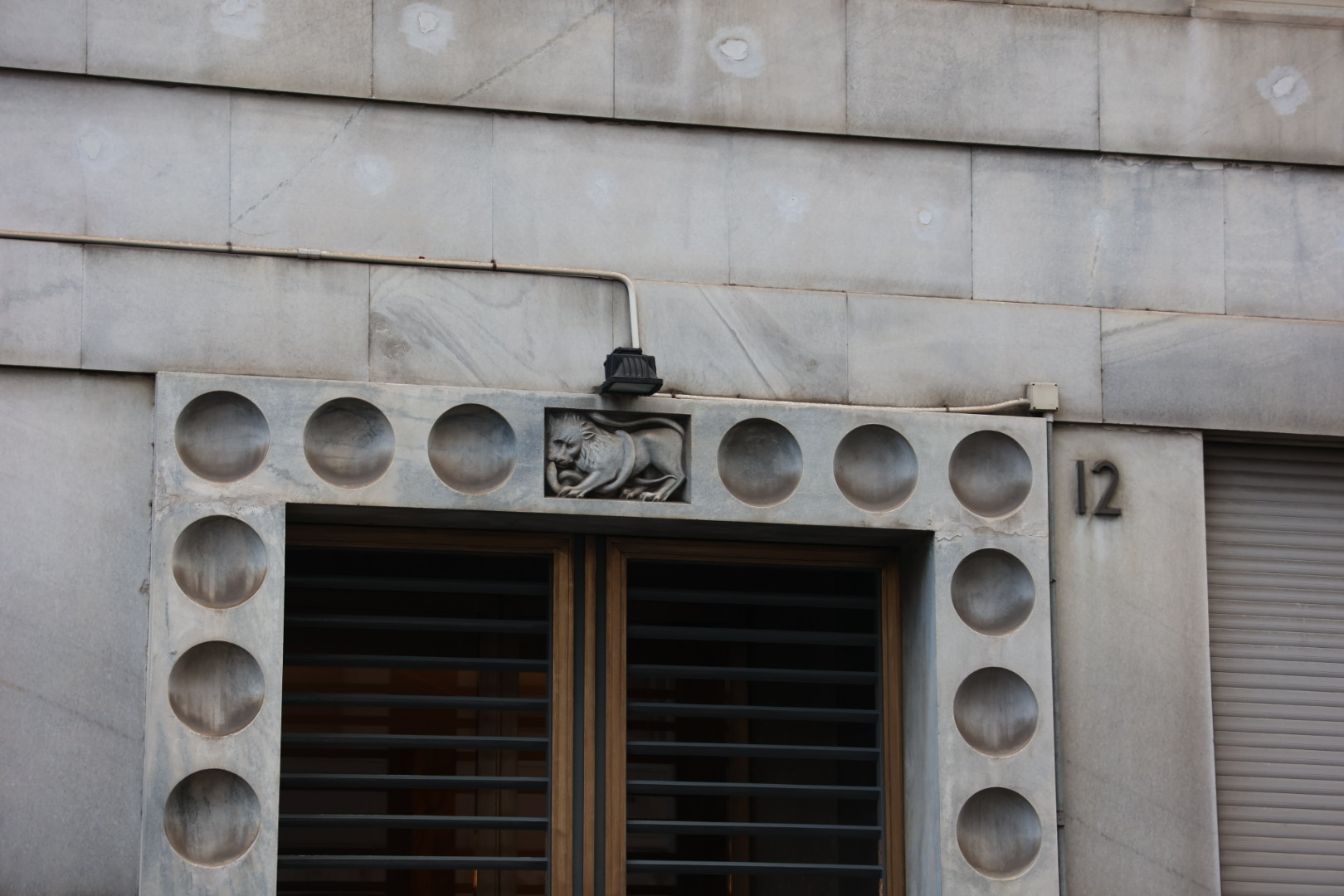
Portale di Manzù dell'ingresso di via Marcora 12

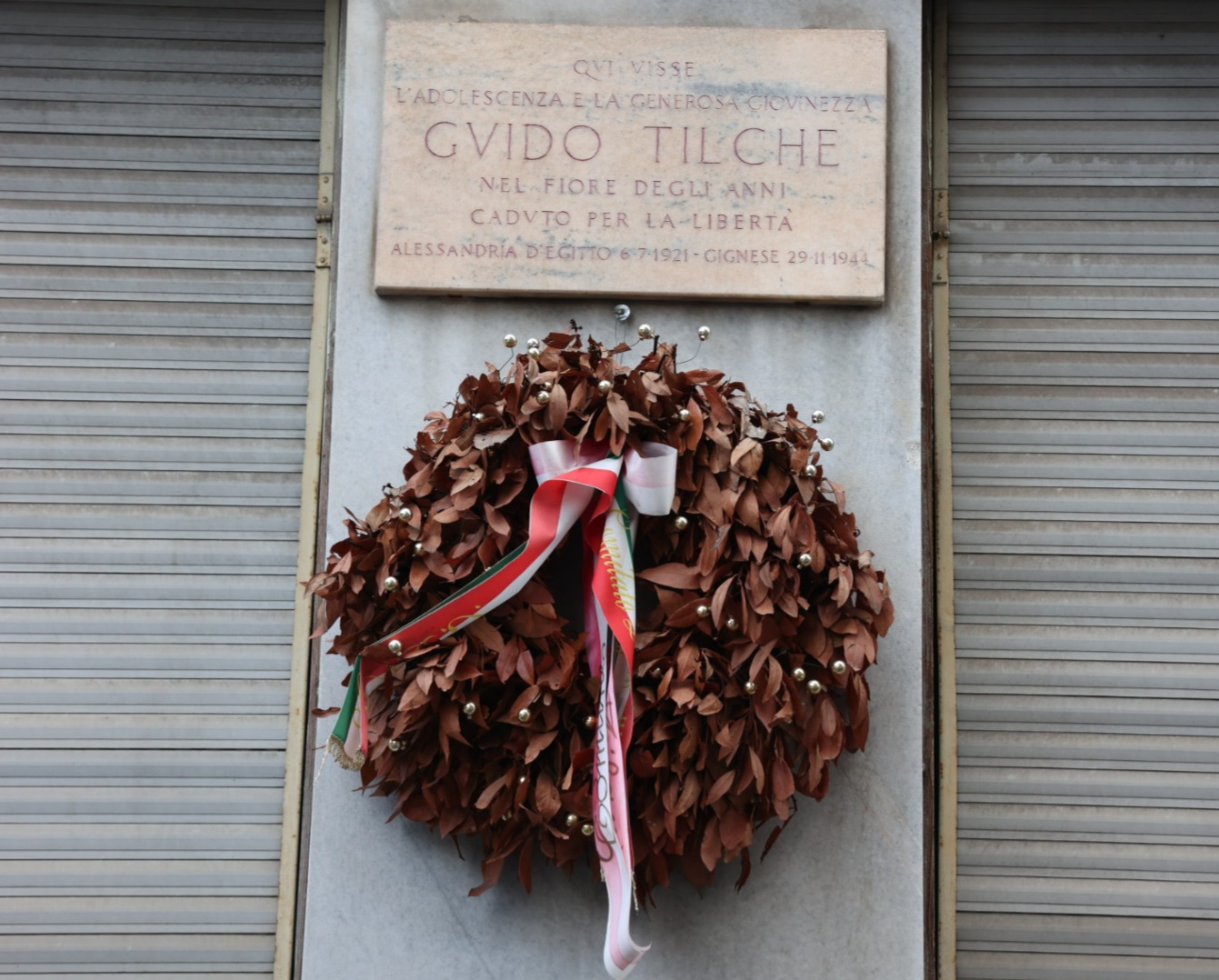
Targa commorativa di Guido Tilche in via Marcora 12